# Im Kampf gegen den Weltfeind
Im Kampf gegen den Weltfeind, Untertitel: Deutsche Freiwillige in Spanien, ist ein 1939 gedrehter deutscher Dokumentarfilm von Karl Ritter über die Rolle der Legion Condor im Spanischen Bürgerkrieg.
Es handelt sich heute um einen Vorbehaltsfilm der Friedrich-Wilhelm-Murnau-Stiftung. Er gehört damit zum Bestand der Stiftung, ist nicht für den Vertrieb freigegeben, und darf nur mit Zustimmung und unter Bedingungen der Stiftung gezeigt werden.

## Handlung
Der Film beginnt mit der Darstellung bolschewistischer Gräuel. Den Kommunisten werden die patriotischen Frankisten gegenübergestellt. Im Weiteren wird die heroisierte Rolle der deutschen Freiwilligen im Spanischen Bürgerkrieg dargestellt. Der Film endet mit der Rückkehr der deutschen Freiwilligen in ihre Heimat und dem Empfang der Heimkehrer durch Generalfeldmarschall Hermann Göring sowie dem feierlichen Staatsakt in Berlin, bei dem den Angehörigen der Legion Condor das Spanienkreuz verliehen wird.

## Produktion und Rezeption
Der Film wurde von der Universum-Film AG (Berlin) unter der Herstellungsleitung von Karl Ritter produziert und von der Universum-Film Verleih GmbH Berlin in den Verleih gebracht. Die militärische Beratung lag bei Major Graf Fugger und Leutnant Phillips. Die deutsche Erstaufführung fand am 16. Juni 1939 im Ufa-Palast am Zoo in Berlin statt.
Als im August 1939 der Deutsch-sowjetische Nichtangriffspakt geschlossen wurde, passte der Film nicht mehr ins politische Klima und wurde Ende August 1939 aus dem Vertrieb genommen. Über den unvollendeten Spielfilm Legion Condor schrieb Joseph Goebbels in sein Tagebuch: „[…] wegen der stark antibolschewistischen Tendenz augenblicklich nicht zu gebrauchen.“ Entsprechendes galt auch für den Film Im Kampf gegen den Weltfeind.
Nach Ende des Zweiten Weltkrieges wurde der Film wegen der in ihm enthaltenen Kriegspropaganda als Vorbehaltsfilm eingestuft. Seine öffentliche Aufführung ist seitdem nur eingeschränkt möglich. Heute beansprucht die Friedrich-Wilhelm-Murnau-Stiftung die Auswertungsrechte.